# Ктенаканти

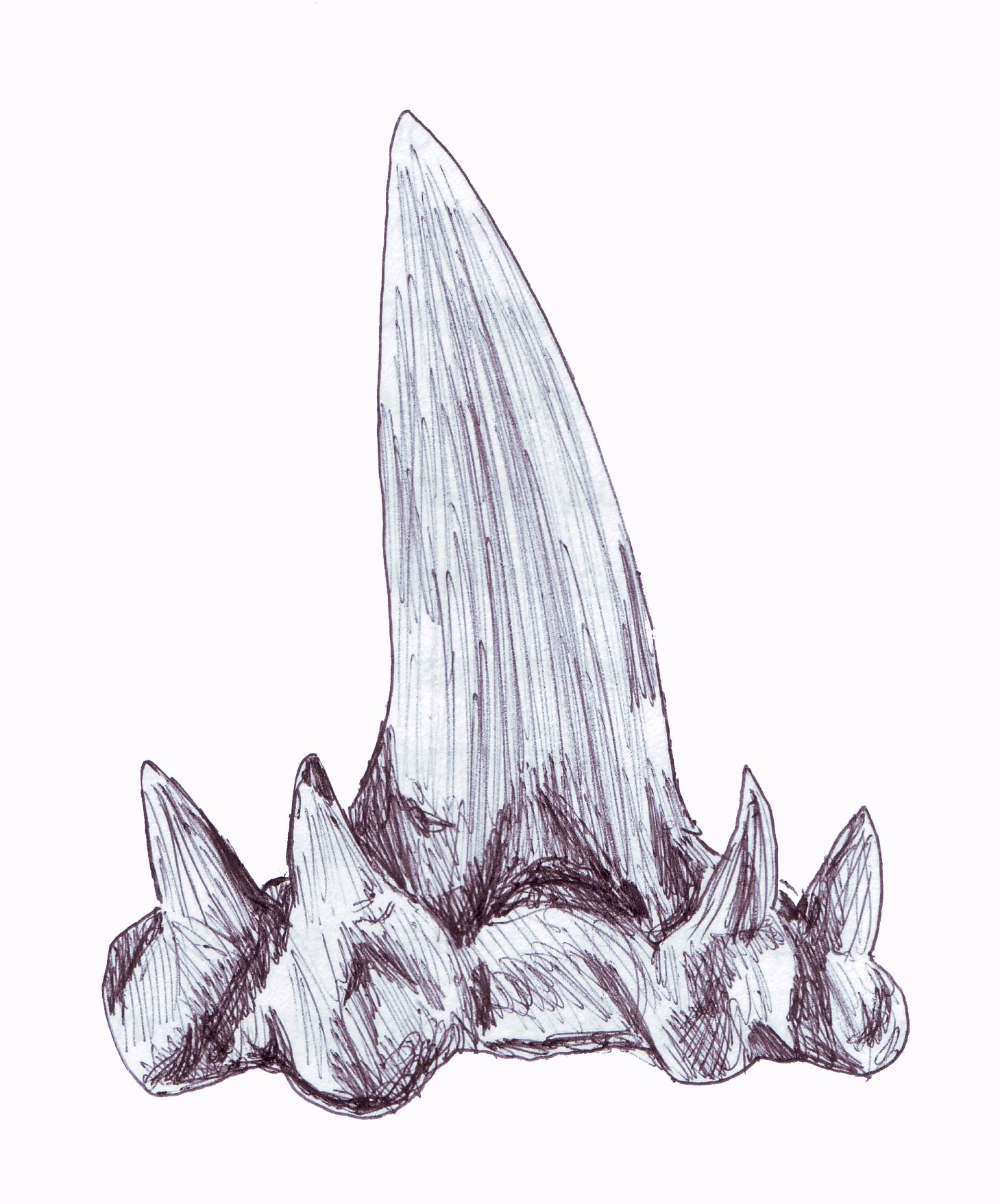
Кладодонтний зуб Glikmanius occidentalis

Ктенаканти (Ctenacanthiformes) — ряд вимерлих хрящових риб, близьких до справжніх  акул. Існували з середини  девону до кінця  пермі.

## Характеристика
Переважно хижі акули (деякі — склерофаги з тупими зубами). Нейрокраній розширений в області орбіт і потилиці, Ростра немає (череп погано відомий у більшості видів). Зуби кладодонтні (з центральною вершиною і симетричними додатковими зубчиками з боків) або пірамідальні; у деяких — тиснучі.
Зуби закріплюються в щелепах монолітними рядами, співчленовуючись один з одним виступами і западинами біля кореня. Ребра не вапнуються. Парні плавці невеликі, грудний — унісеріальний, є метаптеригіальна вісь. Відзначається подібність будови грудного плавця з плавниками сучасних акул. Два спинних плавці, з великими шипами. Власне, за плавниковим шипом групу і було описано, більшість представників також відомі по плавникових шипах. Плавникові шипи довгі, злегка зігнуті назад. Довжина шипа може досягати 30 см. Поверхня шипів орнаментована, іноді несе зубчики, дистальна частина (яка виступала над шкірою) покрита ортодентином (емаллю). Великі зубчики можуть бути на задній поверхні шипа. Передній плавник часто менший за розміром, його шип більш зігнутий і направлений назад більш полого, радіалій в передньому плавці може і не бути. В обох спинних плавцях є великі базальні пластинки. Маленький анальний плавець наближений до хвостового. Хвостовий плавець півмісяцевий, симетричний, верхня лопать без радіалій. Луска ктенакантного типу.

## Найбільш відомі представники

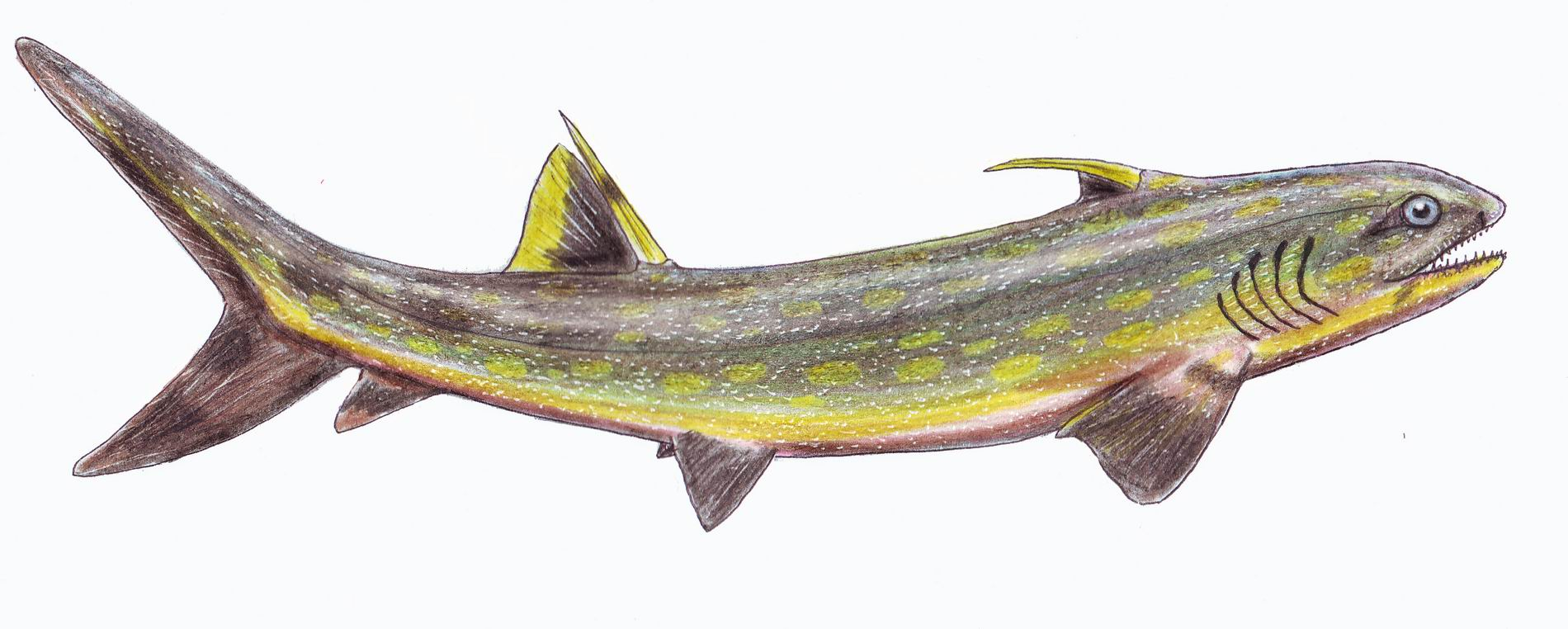
Ctenacanthus costellatus

Група в цілому погано відома. Типовий рід Ctenacanthus був виділений Луї Агассисом в 1835 році на підставі великого плавникового шипа (C. major) з раннього  карбону Англії. Не менше 20 видів з девону — пермі всіх материків були віднесені до цього роду. Кладодонтні зуби, які відносять до роду Cladodus, відомі з тих же відкладень, зазвичай пов'язували з ктенакантами, але в останні 40 років з'ясувалося, що такі зуби характерні для багатьох палеозойських акул. Відомий відбиток майже повного скелета дрібної акули з раннього карбону Шотландії, що має ктенакантові шипи («Ctenacanthus» costellatus), але її череп не зберігся. У 1936 році з раннього карбону Шотландії була описана досить велика (близько 2 м завдовжки) акула Goodrichthys з кладодонтним озубленням і ктенакантовими шипами. Втім, шипи гудрихтіса глибоко занурені в тіло і майже не виступають на поверхню. Тим не менш, їх орнамент подібний з орнаментом типового виду ктенаканта. Відбиток передньої частини тіла ктенакантової акули відомий з девону Огайо (C. clarki). З пізньої пермі Німеччини описано відбитки тіла некрупної ктенакантової акули з давлячими зубами (Wodnika striatula). Нарешті, відбитки дрібного ктенаканта, якого відносять до описаного по зубах виду Cladodus occidentalis, відомі з карбону Небраски. Останній вид зараз виділяють в особливий рід Glikmanius.

## Систематика
До ряду включають три — чотири родини:
- Tamiobatidae — дрібні акули зі сплощеною головою і дроблячими зубами. Три роди (Tamiobates, Holmesella і Protacrodus) відомі з середнього девону — раннього карбону Північної півкулі.
- Phoebodontidae — дрібні акули з тупою мордою і особливою будовою зубів — бічні зубці дорівнюють центральному, від чого зуб схожий на тризуб. Зуби дуже дрібні. Щелепи видаються вперед по відношенню до нейрокранію, дуже високі вкінці. Можливо, щелепи могли висуватися. Орбіти дуже великі. (Втім, єдиний відомий череп зараз відносять до особливого роду Heslerodus, не приналежному до цієї родини). Передній плавник більший від заднього, шипи дуже глибоко посаджені. 8 родів поширені з середини девону по (можливо) тріасу.
- Ctenacanthidae — типова родина, до якої відносяться практично всі представники, відомі за відбитками скелетів. Приблизно 9 родів, з девону — пермі усіх материків.
- Bandringidae — дуже дрібні (до 20-25 см завдовжки) акули з надзвичайно довгим сплощеним рилом (зовні нагадують веслоноса або акулу-домовика). Два види єдиного роду Bandringa відомі з прісноводних відкладень пізнього карбону  Північної Америки.
- Xenacanthidae — родина акул з вугревидною формою тіла і виступаючим хребтом. Вимерли близько 210 млн років тому.[1]

Кілька родів включають до ряду, але не відносять ні до жодної з родин:

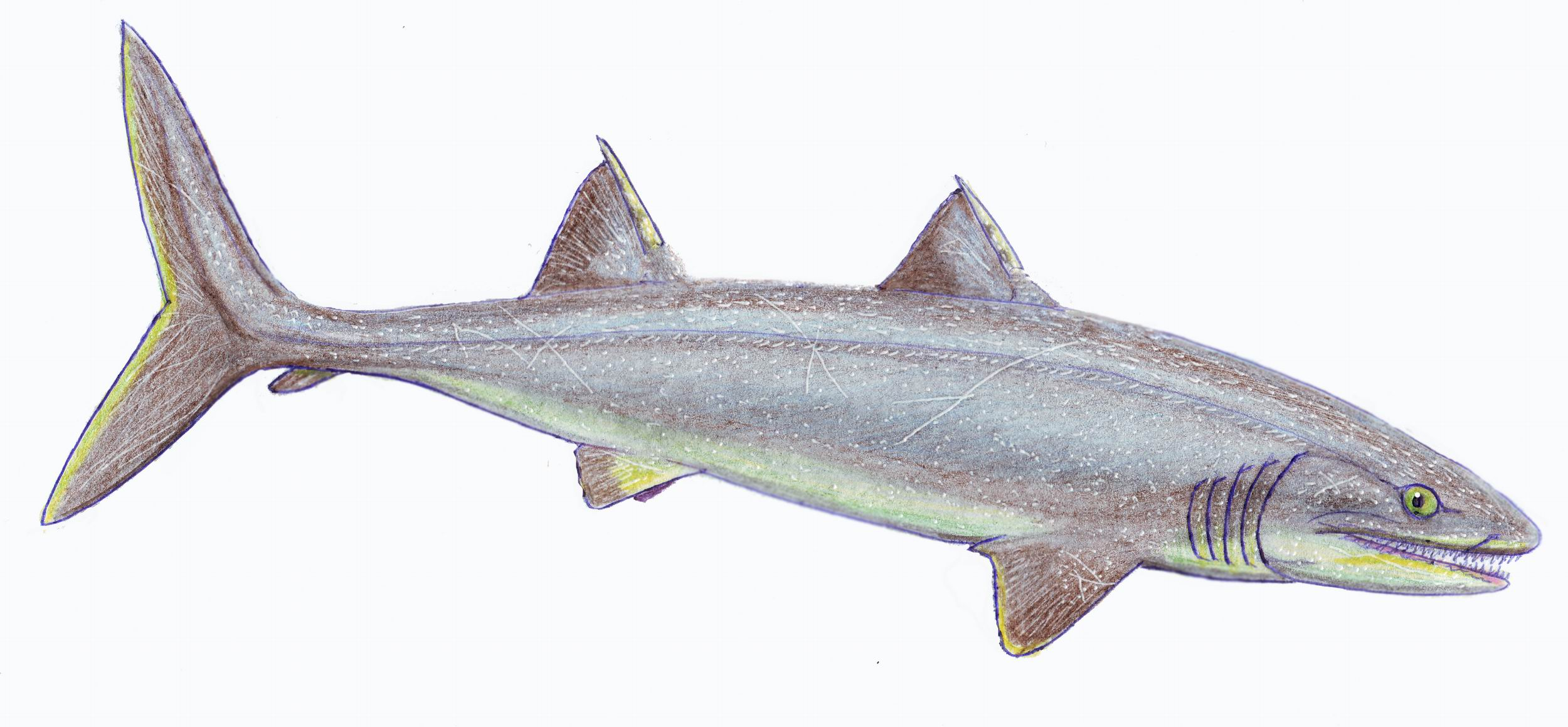
Glikmanius occidentalis

- Glikmanius описаний по зубах до 43 мм завдовжки з середнього-пізнього карбону Північної Америки і Підмосков'я. Як уже згадувалося вище, до цього роду можуть належати відбитки дрібних (25 см завдовжки) акул з карбону Небраски. Судячи з розміру зубів, вид G. occidentalis з карбону Підмосков'я міг досягати більше 2 м в довжину.
- Pseudodalatias henarejensis — мешкав в середньому тріасі у водах на території сучасної  Іспанії. Описаний в 2009 р.[2]
- Saivodus — велика акула кам'яновугільного періоду, яка могла досягати 8,4 м завдовжки.[3]

Ктенаканти вели різноманітний спосіб життя. Види з типово кладодонтними зубами харчувалися, ймовірно, якоюсь слизькою здобиччю (подібна форма зубів у сучасних піщаних акул). Такою здобиччю могли бути безраковинні головоногі, конодонти, черв'яки та ін. Відомі раковини плаваючих конулярій, пошкоджені зубами кладодонтних акул. У «Ctenacanthus» costellatus в шлунку були залишки дрібних риб. Форма тіла видає в ктенакантах пелагічних хижаків. Цікаво, що серед ктенакантів досить багато прісноводних видів. Види з давлячими зубами харчувалися донними і пелагічними молюсками й ракоподібними.
Ктенаканти були предками іншої важливої групи акул — гібодонтів. Зв'язок ктенакантів з сучасними акулами не настільки очевидний, але самі ранні ктенаканти могли бути предками справжніх акул.

## Ресурси Інтернету
- http://www.helsinki.fi/~mhaaramo/metazoa/deuterostoma/chordata/chondrichthyes/elasmobranchii/elasmobranchii.html#Ctenacanthiformes [Архівовано 17 жовтня 2012 у Wayback Machine.]
- http://www.devoniantimes.org/who/pages/ctenacanthus.html [Архівовано 18 вересня 2012 у Wayback Machine.]
- https://web.archive.org/web/20081106004709/http://palaeos.com/Vertebrates/Units/070Chondrichthyes/070.600.html#Ctenacanthiformes
- http://digitallibrary.amnh.org/dspace/handle/2246/3537 [Архівовано 11 червня 2007 у Wayback Machine.] (стаття из 3-х частин, частина 1)
- http://digitallibrary.amnh.org/dspace/handle/2246/3535 [Архівовано 11 червня 2007 у Wayback Machine.] (стаття з 3-х частин, частина 3)
- http://www.oceansofkansas.com/Paleozoic.html [Архівовано 21 жовтня 2012 у Wayback Machine.]
- https://web.archive.org/web/20080924062935/http://www.buriedtreasurefossils.com/russian_paleozoic_teeth.htm
- http://www.elasmo-research.org/education/evolution/ancient.htm [Архівовано 18 грудня 2012 у WebCite]
- https://web.archive.org/web/20050120153339/http://paleoportal.by.ru/Preparirovanie/Fish_CCCP.htm
- http://scheinpflug.privat.t-online.de/mmhl4p.htm [Архівовано 5 березня 2016 у Wayback Machine.]
- https://web.archive.org/web/20090608120509/http://www.afn.org/~afn02877/eusel.htm
- http://www.archive.org/details/bandringarayinew1210zang
- http://www.jncc.gov.uk/pdf/gcrdb/GCRsiteaccount2758.pdf [Архівовано 4 лютого 2011 у Wayback Machine.]
- http://strata.geology.wisc.edu/jack/showgenera.php?taxon=575&rank=class [Архівовано 29 липня 2012 у Archive.is]
- https://web.archive.org/web/20080513020443/http://snr.unl.edu/Data/Fossils/fossilfish.asp (Акули з Небраски)
- http://www.itano.net/fossils/projects/earlyvert1.pdf [Архівовано 12 січня 2007 у Wayback Machine.]